# Rita Forst
Rita Forst, född som Rita Köster 19 december 1960 i Oldenburg, Västtyskland, är en tysk före detta handbollsspelare.

## Klubbkarriär
Rita Forst började spela handboll 1973 i VfL Oldenburg. 1978 vann hon det tyska mästerskapet för A-ungdomar.  Ett år senare blev hon uppflyttad till A-laget i bundesliga.  Klubben  vann tyska cupen 1981. Säsongerna 1980/1981 och 1986/1987 vann hon skytteligan i bundesligan. Under de år hon spelade i klubben tillhörde den oftast toppen i bundesligan. Forst spelade bara för VfL Oldenburg under sin karriär och accepterade inga erbjudande att bli proffs i några andra klubbar. 
Rita Forst spelade fler än 90 landskamper för det tyska landslaget. 1982 meddelade hon att slutar i landslaget. Hon uppgav att skälet var "outhärdliga beteendet mot spelarna" från förbundskaptenen Ekke Hoffmanns sida. 1990 togs hon tillbaka till landslaget av förbundskaptenen Ulrich Weiler. Hon deltog i världsmästerskapet i handboll för damer 1982 och vid de olympiska sommarspelen 1992 i Barcelona. Hon avslutade karriären i landslaget efter Barcelona.Efter sin aktiva tid som spelare var hon assisterande tränare i VfL Oldenburg fram till 2007. 

## Privatliv
Rita Forst har arbetat som bankkassörska och har också arbetat med att utbildade yngre medarbetare på bank i Oldenburg. 